# Nadolol
O Nadolol é um beta-bloqueador não seletivo usado no tratamento da hipertensão, enxaqueca e angina pectoris.

## Química e farmacocinética
O Nadolol é polar e hidrofílico, com baixa solubilidade em lipídeos

## Mecanismo de ação
O nadolol é um beta-bloqueador não-seletivo que bloqueia tanto os receptores adrenérgicos beta-1 quanto beta-2. O bloqueio do receptor beta-1, o qual está principalmente localizado no coração, inibe os efeitos das catecolaminas (ex.: epinefrina) causando a diminuição da freqüência cardíaca e pressão sanguínea. O bloqueio beta-2, o qual está localizado na musculatura lisa dos brônquios, causa broncoconstrição. O bloqueio dos receptores beta-2 no aparelho justaglomerular resulta na inibição da produção de renina que por conseqüência inibe produção de Angiotensina II e aldosterona, causando assim a inibição da vasoconstrição e retenção de água respectivamente.
A droga prejudica a condução do nodo atrioventricular e diminuída a atividade do nodo sinoatrial.
O nadolol pode ainda aumentar os triglicerídeos plasmáticos e diminuir os nível de HDL.

## Indicação
O nadolol é indicado para o tratamento de hipertensão moderada e angina pectoris.

## Contra-indicação
Asma Brônquica, bradicardia sinusal, bloqueios da condução superiores aos do primeiro grau, choque cardiogênico e falha cardíaca aberta.

## Fabricação e descontinuidade
No Brasil, o Nadolol era comercializado pelo laboratório Bristol-Myers Squibb sob o nome comercial CORGARD até 2009. Sem prévio aviso, o fabricante descontinuou a produção, deixando milhares de consumidores dependentes da medicação sem alternativa, uma vez que não há genéricos nem similares no mercado. O princípio ativo ainda pode ser encontrado em algumas farmácias de manipulação. Ao longo de dois anos e meio, usuários da droga se mobilizaram num movimento pela internet iniciado pelo blog Quase Sociopata (https://web.archive.org/web/20160306035703/http://quasesociopata.com.br/), editado pela jornalista carioca Sandra Machado, sem qualquer resultado. A partir de 18 de março de 2013 o Ministério Público de São Paulo representou contra o laboratório por meio da Promotoria de Defesa do Consumidor. Até o momento não houve resposta.

## Efeitos adversos
- Bradicardia
- Fadiga
- Broncospasmo